# أوسكار أوين
أوسكار أوين (1 فبراير 1967 - ) (بالإنجليزية: Oscar Owen)‏ هو لاعب كريكت بريطاني. شارك مع منتخب جزر كايمان للكريكت.

## وصلات خارجية
- أوسكار أوين على موقع إي آس بي آن كريك إنفو (الإنجليزية)